# Francisco Aznar y García
Francisco Aznar y García (Saragossa, 1831/1834—Madrid, 16 d'octubre de 1911) va ser un pintor romàntic aragonès, especialitzat en la pintura d'història i el gravat. A banda de treballar com a pintor i il·lustrador, va ser professor del Conservatori d'Arts de Madrid i acadèmic de número de la Reial Acadèmia de Belles Arts de Sant Ferran.

## Formació
Va començar la seva formació a l'Acadèmia de Belles Arts de San Luis de Saragossa i, més tard, a la de Sant Ferran de Madrid, on va ser deixeble de José i Federico de Madrazo i de Carlos Luis de Ribera. Va obtenir pensió, per oposició, per ampliar estudis a Roma el 1854 amb l'obra Rebeca i Eliezer. Allà va conèixer al pintor alemany i seguidor del natzarenisme Johann Friedrich Overbeck, i va pintar les obres La copa al sac de Benjamí (1854) i Safo llançant-se al mar (1857), ambdues conservades al Museu de la Reial Acadèmia de Belles Arts de Sant Ferran. Acabats els estudis va retornar a Espanya el 1858.

## Activitat professional
Es va especialitzar en la pintura d'història i en el gravat, però també va conrear el retrat i la pintura decorativa. Va concórrer diversos anys a l'Exposició Nacional de Belles Arts, on va obtenir menció honorífica el 1860 amb el quadre de mida natural Sant Hermenegild a la presó, una de les seves obres més importants i que va ser comprada pel Govern per al Museu del Prado i conservat a la Universitat de Barcelona, i en va obtenir una altra el 1867. També va obtenir la tercera medalla en l'edició de 1881 a la secció de gravats amb Prova de l'obra «Indumentària espanyola», una obra en la qual estava treballant des de feia uns anys.
Com a il·lustrador va col·laborar en publicacions de l'època com Iconografía española, de Valentín Carderera, a la sèrie Museo español de antigüedades, entre d'altres. Com a decorador van destacar les decoracions de l'església de les comanadores de Madrid, el Teatre i Circ del Príncep Alfons i el Cafè de Madrid, a més de diverses cases particulars. Pintà també diverses obres i retrats, com La batalla de les Navas de Tolosa per a la Diputació de Tarragona, el Ventura de la Vega per a l'Ateneu Científic de Madrid, el Recared II per a la Sèrie Cronològica dels Reis d'Espanya del Museu del Prado, o diferents conjunts de quadres per a la sala de conferències del Congrés dels Diputats o i uns altres per a la seu de la Diputació de Navarra.
Va aspirar diverses vegades a places per a professor d'arts a l'Escola Especial de Pintura, Escultura i Gravat. El 1863 obté la càtedra de dibuix artístic industrial de l'Escola Central d'Arts i Oficis de Madrid, encarregat de la direcció de l'ensenyament de l'aplicació de color en ceràmica. El 1875 va ser nomenat auxiliar de composició i decoració del Conservatori d'Arts de Madrid i el 1883 n'esdevé professor de número. També va ser comissionat per les mateixes disciplines a l'estranger i el 1881 va ser nomenat acadèmic corresponent i el 1899 de número de la Reial Acadèmia de Belles Arts de Sant Ferran.